# بريتون جونسن
بريتون جونسن (بالإنجليزية: Britton Johnsen)‏ مواليد 8 يوليو 1979 في سالت ليك، هو لاعب كرة سلة أمريكي سابق. بدأ مسيرته الاحترافية في سنة 2003. يبلغ طوله 6 قدم 10 بوصة (2.1 م). اعتزل اللعب في 2011.

## المسيرة الاحترافية
لعب مع أورلاندو ماجيك في سنة 2003، ثم لعب مع أورلاندو ماجيك في سنة 2004، ثم لعب مع إنديانا بايسرز في سنة 2004، ثم لعب مع نادي أليكانتي لكرة السلة في موسم 2005–2006.

## روابط خارجية
- بريتون جونسن على موقع الدوري الأوروبي لكرة السلة (الإنجليزية)
- بريتون جونسن على موقع إن بي أي (الإنجليزية)
- بريتون جونسن على موقع سبورتس رفرنس (الإنجليزية)
- بريتون جونسن على موقع الدوري الإسباني لكرة السلة (الإسبانية)
- بريتون جونسن على موقع كرة السلة الأوروبية.كوم (الإنجليزية)
- بريتون جونسن على موقع كلية كرة السلة في سبورتس رفرنس.كوم (الإنجليزية)
- بريتون جونسن على موقع ريلجم (الإنجليزية)
- بريتون جونسن على موقع بروبوليرز (الإنجليزية)
- بريتون جونسن على موقع سبورتس رفرنس (الإنجليزية)
- بريتون جونسن على موقع سبورتس رفرنس (الإنجليزية)